# Antiotricha
Antiotricha is een geslacht van vlinders van de familie spinneruilen (Erebidae), uit de onderfamilie Arctiinae.

## Soorten
- A. cecata Dognin, 1900
- A. directa Dognin, 1924
- A. districta Walker, 1865
- A. furonia Druce, 1911
- A. integra Walker, 1865
- A. pluricincta Dognin, 1918